# Hloubětín (métro de Prague)
Pour les articles homonymes, voir Hloubětín.
Hloubětín est une station de métro à Prague, en Tchéquie. Située sur la ligne B du métro de Prague entre Kolbenova et Rajská zahrada, elle est ouverte depuis le 17 octobre 1999.